# 여인사십
여인사십은 허안화 감독의 1995년 영화이다. 평범한 40대 주부의 평범하면서도 고단한 삶이 담담하게 그려진다. 15회 홍콩 금상장에서 작품상,감독상 남녀주연상을 휩쓸었다.

## 출연

### 주연
- 소방방
- 교굉
- 나가영

### 조연
- 허안화
- 문준
- 나관란
- 딩쯔쥔
- 유순
- 포방
- 풍덕륜
- 담청홍
- 장정이
- 증결영
- 방육평
- 하평

## 기타
- Ass-PD: 로저 리

## 수상기록
- 베를린국제영화제 은곰상(샤오팡팡), Prize of the Ecumenical Jury(허안화) 수상
- 15회 홍콩 금상장 작품상, 감독상(허안화), 남우주연상(교굉), 여우주연상(샤오팡팡), 남우조연상(나가영),각본상(진문강) 수상
- 홍콩 금자형장 작품상, 감독상(허안화), 남우주연상(교굉), 여우주연상(샤오팡팡), 각본상, 남우조연상(나가영) 수상